# Pseudosasa maculifera
Pseudosasa maculifera là một loài thực vật có hoa trong họ Hòa thảo. Loài này được J.L.Lu miêu tả khoa học đầu tiên năm 1981.